# Michael Goulder
Michael Douglas Goulder (* 31. Mai 1927; † 6. Januar 2010) war ein britischer Bibelgelehrter. Er verbrachte den Großteil seines akademischen Lebens an der Universität Birmingham, wo er 1994 als Professor für Biblische Studien emeritierte.

## Akademisches Werk
Goulder dürfte am meisten bekannt geworden sein durch seine Beiträge zum Synoptischen Problem und spezifisch zur Farrerhypothese, die von der zeitlichen Priorität des Markusevangeliums ausgeht, sich aber von der Logienquelle Q verabschiedet hat und dafür vorschlägt, der Evangelist Lukas habe das Matthäusevangelium gekannt. Goulder wurde auch mit der Theorie in Zusammenhang gebracht, die Evangelisten seien hochgradig kreative Autoren gewesen und Matthäus und Lukas hätten bloß minimales Quellenmaterial gehabt. In den letzten Jahren schrieb Goulder ausführlich über eine Theorie der christlichen Ursprünge, wonach es einen grundsätzlichen Gegensatz zwischen Paulus und den Jerusalemer Christen Petrus und Jakobus, dem Bruder Jesu, gegeben habe. Dies wurde als Wiederbelebungsversuch einer Hypothese gesehen, die von Ferdinand Christian Baur aufgestellt wurde.
Goulder war ein ungewöhnlicher Bibelgelehrter, denn er kannte sich in beiden Testamenten aus. Während zweier Jahrzehnte publizierte er ausgiebig über verschiedene alttestamentliche Themen, aber speziell über die Psalmen. In diesem Gebiet zielten seine Arbeiten u. a. auf die Herausarbeitung des geschichtlichen Umfeldes, in denen die einzelnen Psalmen zur Anbetung verwendet wurden. Dabei stellte er Vergleiche mit den Traditionen an, die hinter anderen biblischen Texten stehen, z. B. hinter den fünf Büchern Mose (Pentateuch). Trotz gewisser Kritik an seinen Schlussfolgerungen von Seiten anderer Gelehrter wurde Goulder als „renommierte Führungspersönlichkeit im Studium des hebräischen Psalters“ bezeichnet.

## Werdegang
Goulder wurde zuerst am Eton College und dann am Trinity College in Cambridge ausgebildet, wo er einen Abschluss in Altphilologie machte. Er wurde in Hongkong von Ronald Hall, dem anglikanischen Bischof von Victoria, Hongkong und Macau, ordiniert, wollte aber ursprünglich eine nichtkirchliche Anstellung anstreben. Ohne eine (zumindest formale) theologische Ausbildung kehrte er nach England zurück und studierte unter Austin Farrer am Trinity College (Oxford), während er eine Stellvertretung an der Universitätsgemeinde versah. Nach einigen Jahren pfarramtlichen Dienstes in Withington (Manchester) kehrte er nach Hongkong zurück, um dort als Rektor des Union Theological College zu amtieren. Danach übernahm er eine Stelle an der außerschulischen Abteilung („Extra Mural Department“) der Universität Birmingham. Einige Jahre später kehrte er ans Trinity College zurück (1969–1971), um Vorlesungen zu halten über die Art und Weise, wie Matthäus sein Evangelium schrieb. Während Goulder dies tat, verzichtete er auf die hypothetische Logienquelle Q, wofür man ihm den Doktorgrad verlieh. In Birmingham hielt er Kurse für Geistliche, aber nach einer Einladung zu Vorlesungen in Hongkong entschied er, von seinen Priesterweihen zurückzutreten, was er 1981 tat. Goulder wurde nie zu einem angriffslustigen Atheisten, war aber Mitglied des Komitees für die Wissenschaftliche Untersuchung der Religion (CSER), einem Zweig des „Rates für säkularen Humanismus“ (Council for Secular Humanism) und wurde 1993 Vorsitzender der Birmingham Humanists, kurz bevor er sich vom akademischen Leben zurückzog.